# Adolphe Ladurner
 Adolphe Ladurner était un peintre français d’origine allemande qui travailla à Paris puis pour le compte de la Maison Romanov à Saint-Pétersbourg.

## Biographie
Fils du musicien Ignaz Ladurner (1766-1839), il est formé par Horace Vernet à Paris. En 1830, Adolphe Ladurner s’installe à Saint-Pétersbourg en 1830 et devient professeur de l’Académie russe des Beaux-Arts en 1840.

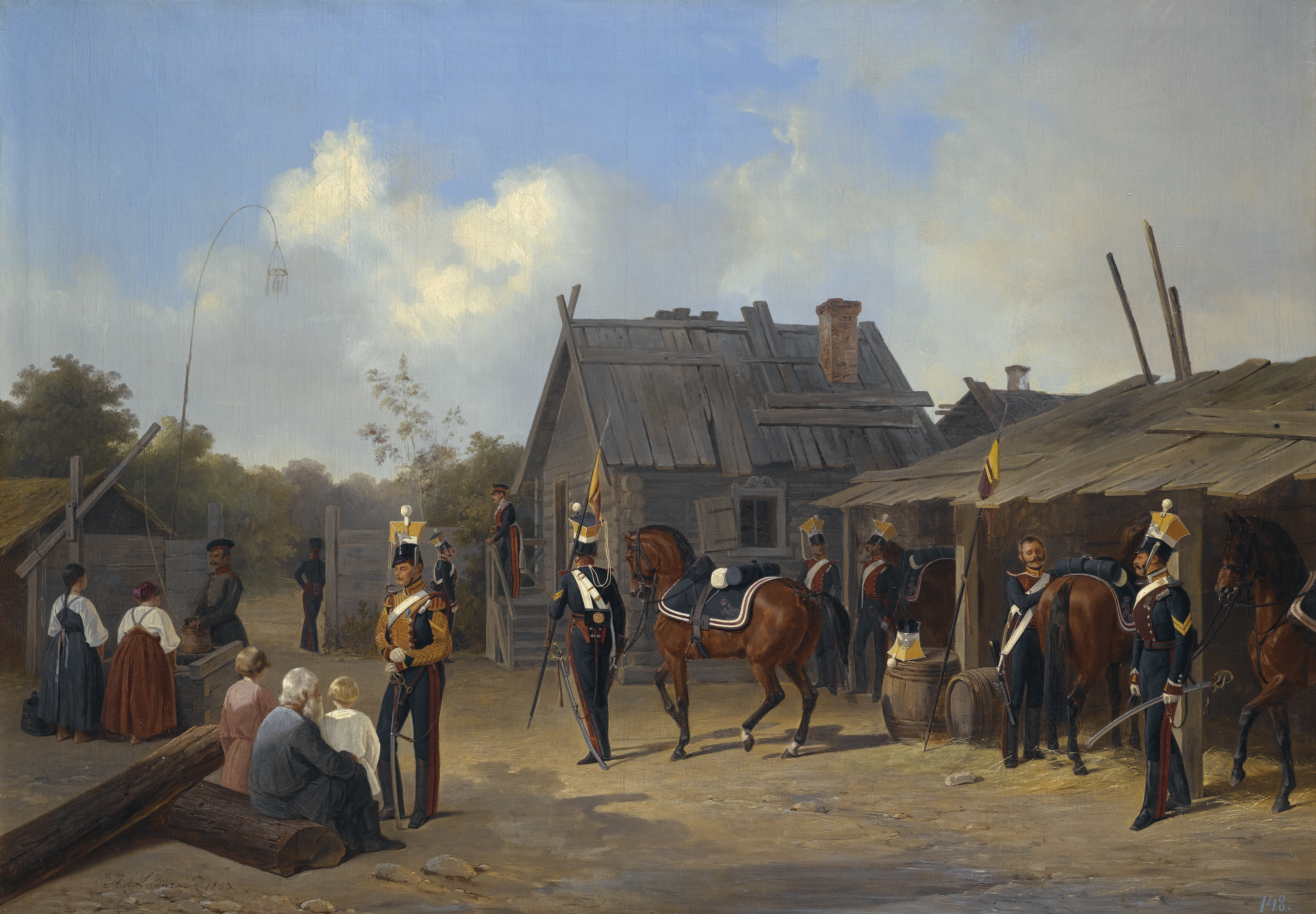
Cantonnement des soldats dans un village
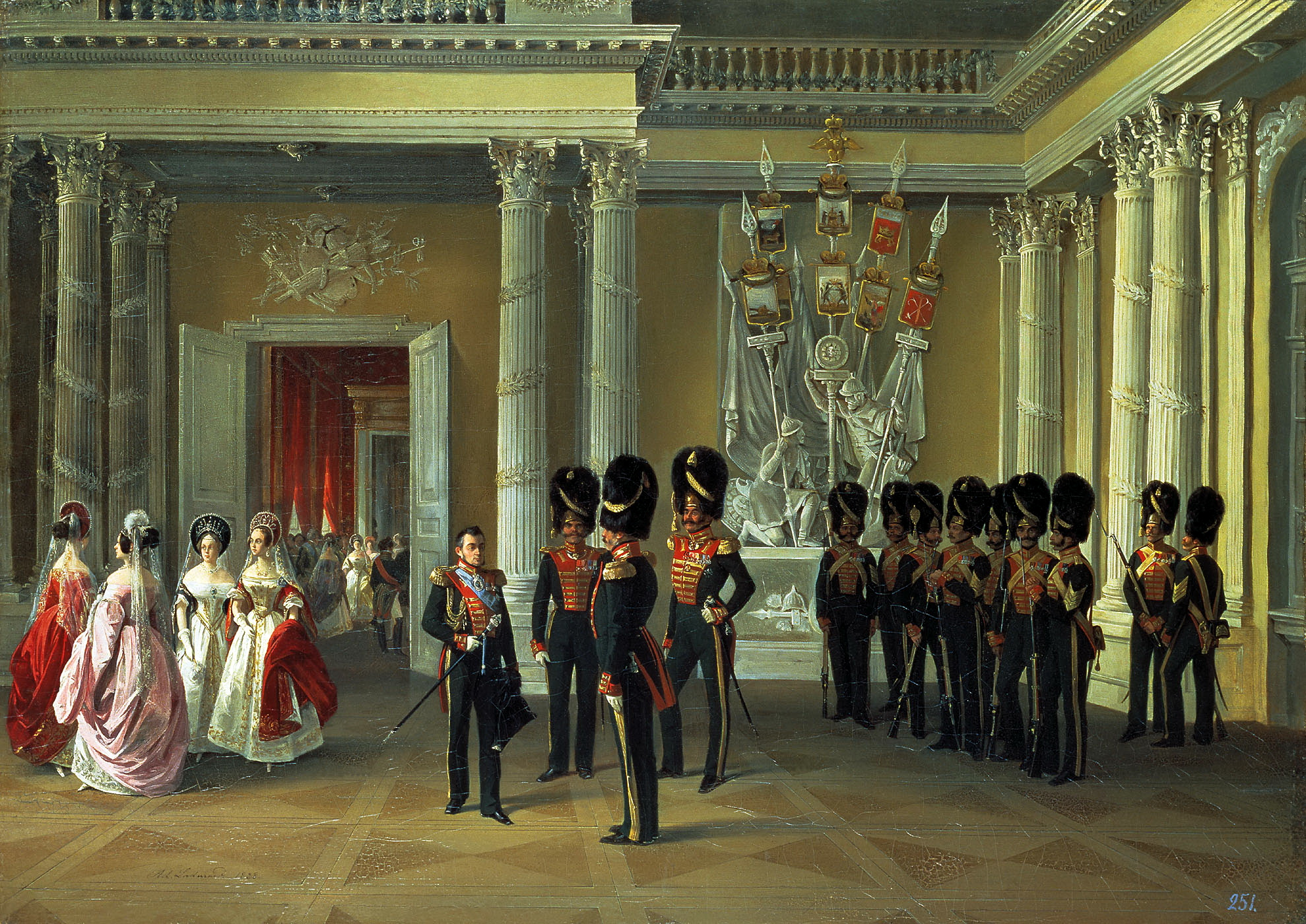
Vue de la Salle blanche du Palais d'Hiver, 1838